# Helena d’Abancourt de Franqueville
Helena d’Abancourt de Franqueville (ur. 26 lutego 1874 w Wiedniu, zm. 16 listopada 1942 w Krakowie) – polska bibliotekarka, historyk sztuki.

## Życie
Urodziła się w 1874 r., podawana często data 1879 jest błędna. Była córką Franciszka Ksawerego d’Abancourt de Franqueville i Józefy. W latach 1897–1902 była wolną słuchaczką Uniwersytetu Jagiellońskiego w zakresie historii sztuki. Studiowała również malarstwo i rysunek w Krakowie i Lwowie. Pracowała przez rok w krakowskim Muzeum Narodowym, skąd w 1903 r. przeszła do Biblioteki Akademii Umiejętności. Była tamże kolejno amanuentem, zastępcą bibliotekarza (1915), wreszcie bibliotekarzem (1920). Kierowała działem wymiany wydawnictw z zagranicą oraz oddziałem informacji bibliograficznej. Zajmowała się także opracowywaniem tłumaczeń tekstów zagranicznych na potrzeby Biblioteki (znała biegle kilka języków) oraz prowadziła szkolenia pracowników. Odbyła staże w kilku bibliotekach Europy Zachodniej, ponadto w latach 1920–1921 uczęszczała w Krakowie na wykłady uniwersyteckie z bibliotekoznawstwa. Od 1933 r. była współpracowniczką Komisji Historii Sztuki Polskiej Akademii Umiejętności. W 1939 r. przeszła na emeryturę, przez rok mieszkała we Lwowie, ale powróciła do Krakowa w 1940 r.; tamże zmarła w listopadzie 1942 r. W okresie międzywojennym mieszkała w Krakowie przy ul. Kazimierza Wielkiego 120. Swoje zbiory – 70 druków – przekazała testamentem Bibliotece PAU.

## Działalność
W czasie I wojny światowej była działaczką krakowskiego koła Ligi Kobiet Galicji i Śląska oraz członkinią Naczelnego Zarządu Ligi (1917–1918). Pracowała m.in. przy zaopatrywaniu Legionistów oraz opiekowała się rannymi. Współpracowała ze wspólnym pismem lig Królestwa i Galicji „Na Posterunku”. Członkini Związku Równouprawnienia Kobiet. Była założycielką i sekretarzem Komitetu Kobiet Obrony Lwowa i Kresów Wschodnich.
W okresie międzywojennym d’Abancourt de Franqueville działała w krakowskich organizacjach kobiecych, m,in była współzałożycielką Klubu Politycznego Kobiet Postępowych oraz organizacjach związanych z bibliotekarstwem i książką. Należała m.in. do Towarzystwa Bibliofilów, Towarzystwa Miłośników Książki oraz Koła Miłośników Exlibrisu w tymże towarzystwie. Z ramienia Krakowskiego Koła Związku Bibliotekarzy Polskich, w którym pełniła funkcję skarbnika w latach 1926–1927, była dwukrotnie delegatką na zjazdy krajowe (1928, 1929). Głosiła odczyty oraz wykładała na kursach dla bibliotekarzy, organizowanych przez Towarzystwo Szkoły Ludowej. Była także członkinią: Związku Inteligencji, Związku Literatów i Artystów, Związku Historyków Sztuki, Związku Przyjaciół Muzeum Narodowego w Krakowie (w latach 1912–1918 prezes), Federacji Międzynarodowej Kobiet z Wyższym Wykształceniem

## Dorobek
Była autorką artykułów z historii sztuki, literatury, bibliotekarstwa, bibliofilstwa. Ogłaszała je po polsku i po francusku, opracowywała również tłumaczenia z języka francuskiego z wymienionych wyżej dziedzin (m.in. Malarstwo współczesne Anglii Roberta de La Sizeranne, 1901). Tłumaczyła prace m.in. Ivo Vojnovicia i Romaina Rollanda.

### Publikacje
Opublikowała m.in.:
- Dubrownik – Raguza wczoraj i dziś (1904),
- Katalog zabytków wieku XVIII Muzeum Narodowego w Krakowie (1906)[4],
- Linia i plama w malarstwie (1911)[5],
- Katalog wystawy ks. Moszyńskiego (1916),
- Kraków i okolice (1924)[6],
- Międzynarodowa wymiana wydawnictw („Przegląd Współczesny”, 1927),
- Grafika książkowa Józefa Mehoffera na tle prądów współczesnych (1929)[7] (Mehoffer namalował w 1898 r. jej portret),
- Witraże w sztuce religijnej polskiej (1932).

W Polskim Słowniku Biograficznym (tom I, 1935) Helena d’Abancourt de Franqueville zamieściła życiorysy członków swojej rodziny – Karola (1811–1849), Franciszka Ksawerego (1815–1892) i Karola (1851–1913).